# Stenus picipes
Stenus picipes är en skalbaggsart som beskrevs av Stephens 1833. Stenus picipes ingår i släktet Stenus, och familjen kortvingar. Arten är reproducerande i Sverige.